# گروستانکن
گروستانکن (به فرانسوی: Grostenquin) یک کمون در فرانسه است که در Canton of Grostenquin واقع شده‌است.

## خصوصیات
گروستانکن ۲۱٫۷۷ کیلومترمربع مساحت و ۵۶۹ نفر جمعیت دارد و ۲۵۰ متر بالاتر از سطح دریا واقع شده‌است.